# Eneko Irigarai
Eneko Irigarai (San Sebastián, 1936) fue uno de los fundadores de la organización terrorista ETA en 1958. Desde 1965 residió en Argel y durante once años fue responsable de las relaciones internacionales de la banda terrorista.

## Biografía
De gran iniciativa, marxista temprano aunque algo heterodoxo, nunca fue detenido por la policía ni entró en la cárcel. Tras la fundación de ETA en 1958, en 1961 decidió cruzar la frontera a Francia, una vez había comenzado el hostigamiento y las primeras detenciones de la policía.
En marzo de 1965 Eneko Irigarai y Julen Madariaga llegaron a Argel tras huir de Francia. Madariaga había salido de prisión, después de cumplir seis meses de arresto por robo y extorsión. Argelia acababa de lograr la independencia y allí estaban representados los movimientos de liberación de todo el mundo. Eneko Irigarai pasó allí los siguientes once años al frente de la delegación de ETA. Así, su mano fue fundamental en la proyección internacional de la organización durante los primeros años de ETA.
Hacia 1976 se instaló en el País Vasco francés y a finales de 1970 participó en la creación de Euskal Iraultzarako Alderdia (EIA).
Es viudo y tiene tres hijas y cinco nietos.